# Mazères-sur-Salat
Mazères-sur-Salat is een gemeente in het Franse departement Haute-Garonne (regio Occitanie) en telt 584 inwoners (1999). De plaats maakt deel uit van het arrondissement Saint-Gaudens. Het dorp ligt aan de rivier de Salat.

## Geografie
De oppervlakte van Mazères-sur-Salat bedraagt 6,7 km², de bevolkingsdichtheid is 87,2 inwoners per km².
De onderstaande kaart toont de ligging van Mazères-sur-Salat met de belangrijkste infrastructuur en aangrenzende gemeenten.

## Demografie
Onderstaande figuur toont het verloop van het inwonertal (bron: INSEE-tellingen).

1. ↑  Populations de référence 2022.